# Höksmyrtjärnen, Dalarna
Höksmyrtjärnen är en sjö i Mora kommun i Dalarna och ingår i Dalälvens huvudavrinningsområde.